# Tonnie Hom
Antonia Johanna (Tonnie) Hom (Hilversum, 4 september 1932 – Nieuwegein, 23 augustus 2013) was een Nederlands zwemster. Ze vertegenwoordigde haar vaderland op de Olympische Zomerspelen 1948 in Londen.

## Biografie
De vijftienjarige Tonnie Hom, lid van zwemvereniging De Robben en onder leiding van trainer Jan Stender, werd in 1948 afgevaardigd naar de Olympische Zomerspelen in Londen. Ze kreeg die plek dankzij een verrassende derde plaats op de 200 meter schoolslag bij de nationale kampioenschappen eerder dat jaar. In Londen werd ze met een tijd van 3.07,5 minuten zevende op diezelfde afstand.
Het zou haar enige olympische deelname blijken. In 1953 werd ze nog wel met haar team van De Robben nationaal kampioen op de 4x100 meter wisselslag. In 1957 deed ze voor het laatst mee aan het NK.
Hom was getrouwd met Ton Wittebrood. Ze overleed in augustus 2013 op 80-jarige leeftijd.

## Erelijst
- Nederlands kampioen: 1953 (4x100 m wisselslag).